# Ectrephes formicarum
Ectrephes formicarum là một loài bọ cánh cứng trong họ Ptinidae. Loài này được Pascoe miêu tả khoa học năm 1866.